# Sinistra Anticapitalista Europea
La Sinistra Anticapitalista Europea (in inglese European Anticapitalist Left, EACL) è una rete di movimenti europei di ispirazione comunista, anticapitalista e trotskista. Nata nel 2000, il suo simbolo è una stella rossa.

## Storia
Il suo primo incontro avvenne nel 2000 a Lisbona con la partecipazione dei rappresentanti dei vari partiti anticapitalisti europei. L'ultima conferenza e attività della SAE si è avuta a Londra nel giugno 2011.

## Partiti membri[1]
Belgio
- Ligue Communiste Révolutionnaire (Lega Comunista Rivoluzionaria)

 Croazia
- Radnička Borba (Lotta Operaia)
- Socijalistička radnička partija Hrvatske (Partito Socialista del Lavoro di Croazia)

 Danimarca
- Enhedslisten - De Rød-Grønne (Alleanza Rosso-Verde)

 Francia
- Nouveau Parti Anticapitaliste (Nuovo Partito Anticapitalista)

 Regno Unito
- Counterfire (Fuoco di Risposta)
- Socialist Party (Partito Socialista)
- Socialist Workers Party (Partito Socialista dei Lavoratori)

 Grecia
- Αριστερή Αντικαπιταλιστική Συσπείρωση (Gruppo Politico Anticapitalista)
- Σοσιαλιστικό Εργατικό Κόμμα (Partito Socialista dei Lavoratori)

 Irlanda
- People Before Profit
- Páirtí Sóisialach (Partito Socialista)
- Socialist Workers Party (Partito Socialista dei Lavoratori)

 Paesi Bassi
- Internationale Socialisten (Internazionale Socialista)
- Socialist Alternatieve Politics (Alternativa Politica Socialista)

 Polonia
- Polska Partia Pracy (Partito Polacco del Lavoro)

 Portogallo
- Bloco de Esquerda (Blocco di Sinistra)

 Scozia
- Scottish Socialist Party (Partito Socialista Scozzese)

 Spagna
- En Lucha (In Lotta)
- Izquierda Anticapitalista (Sinistra Anticapitalista)
- Partido Obrero Revolucionario (Partito Operaio Rivoluzionario)

 Svezia
- Socialistisk Partiet (Partito Socialista)

 Turchia
- Özgürlük ve Dayanışma Partisi (Partito della Libertà e della Solidarietà)